# Nos Passos de Jesus
Nos Passos de Jesus é um livro com autoria de Edir Macedo, fundador da Igreja Universal do Reino de Deus. Desde o seu lançamento já vendeu mais de 14 milhões de exemplares no Brasil no ano de 2014.
O livro fala da importância da comunhão com Deus, a total submissão  à vontade do Criador e como o título sugere: seguir os mesmos passos de Jesus. O livro aborda temas como o jejum, a Santa Ceia e sua importância na comunhão com Deus, o Espírito Santo, o batismo nas àguas e no Espírito.